# Talpa stankovici
Taupe orientale, Taupe des Balkans, Taupe de Stankovic
Espèce
Statut de conservation UICN

 LC  : Préoccupation mineure
Talpa stankovici, la Taupe des Balkans,, la Taupe orientale ou la Taupe de Stankovic est une espèce de mammifères soricomorphes de la famille des Talpidae qui se rencontre dans le nord des Balkans : en Grèce, en Macédoine, en Albanie et au Monténégro.
Cette espèce est décrite en 1931 par le couple de zoologistes russes Vladimir et Evgeniya Martino.

## Sous-espèces
Selon Mammal Species of the World (version 3, 2005)  (15 octobre 2015) et Catalogue of Life (15 octobre 2015) :
- sous-espèce Talpa stankovici stankovici V. Martino & E. Martino, 1931

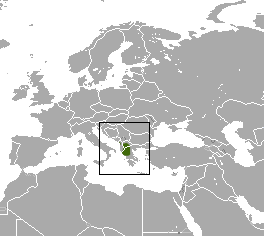
Aire de répartition de la Taupe des Balkans

- sous-espèce Talpa stankovici montenegrina Kryštufek, 1994[7]